# Kronenburg Park
Kronenburg Park (Ga die wereld uit) is een single uit 1985 van de Nederlandse Frank Boeijen Groep, onder leiding van Frank Boeijen. Het is afkomstig van het album Foto van een mooie dag uit 1985 en gaat over prostitutie.

## Tekst
Het Kronenburgerpark te Nijmegen vormde de inspiratie tot het schrijven van dit nummer. Het Kronenburgerpark stond bekend om zijn prostitutie. Boeijen richt zich in het nummer tot een prostituee die hij eens zag staan toen hij (met anderen) langs de tippelzone van het Kronenburgerpark reed en de koplampen van hun auto op haar lichaam vielen. Boeijen ontdekte tot zijn schrik en verdriet dat zij een oud-klasgenote van hem was die een heroïne-verslaafde prostituee was geworden. In Kronenburg Park richt hij zich tot haar: "Ga die wereld uit, hou er mee op. Of stop in ieder geval met die heroïne." In het tweede couplet beschrijft Boeijen een onbekende man, die een vrouw heeft, maar zonder dat zij het weet 'ontevreden' is in hun relatie en heimelijk in het Kronenburgerpark zijn 'geluk zoekt' in het bezoeken van prostituees.

## Achtergrond
Kronenburg Park werd in Nederland veel gedraaid op Hilversum 1 en Hilversum 3 en werd een top 10-hit. De plaat bereikte de 12e positie in de Nederlandse Top 40, de 6e positie in de Nationale Hitparade en de 10e positie in de TROS Top 50. In de Europese hitlijst op Hilversum 3, de TROS Europarade, werd géén notering behaald.
In België bereikte de single de 39e positie van de Vlaamse Ultratop 50. In de Vlaamse Radio 2 Top 30 werd geen notering behaald.
De plaat staat sinds december 1999 als hoogst genoteerde plaat van de Frank Boeijen Groep genoteerd in de NPO Radio 2 Top 2000. De meidengroep Mai Tai verzorgde de achtergrondzang. Het nummer maakte de band erg populair, populairder dan Boeijen leuk vond: 'Ik kwam erachter dat ik het succes waar ik zolang naar verlangd had eigenlijk niet wilde'.

## Andere uitvoeringen
- Kronenburg Park werd ook in het Engels opgenomen als Round Midnight; Barry Hay, frontman van Golden Earring, schreef de tekst ("You've always been the mistress of bad luck. Making love for another lousy buck"). Een live-versie was te horen tijdens de internationale uitzending van Veronica's Rocknacht waar Frank Boeijen Groep en Mai Tai zowel apart als samen optraden.
- Tijdens Vrienden van Amstel Live zong Boeijen het als duet met Marco Borsato.
- Mai Tai bracht in 2006 een eigen versie uit.
- Tijdens Vrienden van Amstel Live 2007 zong Boeijen het als duet met Within Temptation.
- Tijdens Vrienden van Amstel Live 2023 zong Boeijen het als duet met Maan.
- Rob de Nijs zong het op zijn album Zilver

## Hitnoteringen

### Nederlandse Top 40
| Positie: | 38 | 24 | 19 | 17 | 14 | 12 | 12 | 12 | 15 | 22 | 28 | uit |

### Nationale Hitparade
Hitnotering: 04-05-1985 t/m 27-07-1985. Hoogste notering #6 (1 week).

### TROS Top 50
Hitnotering: 02-05-1985 t/m 18-07-1985. Hoogste notering: #10 (2 weken).

### NPO Radio 2 Top 2000
| Nummer met noteringen in de NPO Radio 2 Top 2000 | '99 | '00 | '01 | '02 | '03 | '04 | '05 | '06 | '07 | '08 | '09 | '10 | '11 | '12 | '13 | '14 | '15 | '16 | '17 | '18 | '19 | '20 | '21 | '22 | '23 | '24 |
| ------------------------------------------------ | --- | --- | --- | --- | --- | --- | --- | --- | --- | --- | --- | --- | --- | --- | --- | --- | --- | --- | --- | --- | --- | --- | --- | --- | --- | --- |
| Kronenburg park                                  | 151 | 93  | 133 | 139 | 119 | 145 | 132 | 130 | 162 | 134 | 159 | 170 | 230 | 247 | 230 | 274 | 289 | 308 | 237 | 225 | 189 | 202 | 233 | 242 | 239 | 218 |

1. ↑  Een vetgedrukt getal geeft de hoogste notering aan.

### Evergreen Top 1000
| Evergreen Top 1000 "Kronenburg Park - Frank Boeijen Groep" | Evergreen Top 1000 "Kronenburg Park - Frank Boeijen Groep" | Evergreen Top 1000 "Kronenburg Park - Frank Boeijen Groep" | Evergreen Top 1000 "Kronenburg Park - Frank Boeijen Groep" | Evergreen Top 1000 "Kronenburg Park - Frank Boeijen Groep" | Evergreen Top 1000 "Kronenburg Park - Frank Boeijen Groep" | Evergreen Top 1000 "Kronenburg Park - Frank Boeijen Groep" | Evergreen Top 1000 "Kronenburg Park - Frank Boeijen Groep" | Evergreen Top 1000 "Kronenburg Park - Frank Boeijen Groep" | Evergreen Top 1000 "Kronenburg Park - Frank Boeijen Groep" | Evergreen Top 1000 "Kronenburg Park - Frank Boeijen Groep" | Evergreen Top 1000 "Kronenburg Park - Frank Boeijen Groep" | Evergreen Top 1000 "Kronenburg Park - Frank Boeijen Groep" | Evergreen Top 1000 "Kronenburg Park - Frank Boeijen Groep" | Evergreen Top 1000 "Kronenburg Park - Frank Boeijen Groep" | Evergreen Top 1000 "Kronenburg Park - Frank Boeijen Groep" | Evergreen Top 1000 "Kronenburg Park - Frank Boeijen Groep" |
| Jaar                                                       | 2008                                                       | 2009                                                       | 2010                                                       | 2011                                                       | 2012                                                       | 2013                                                       | 2014                                                       | 2015                                                       | 2016                                                       | 2017                                                       | 2018                                                       | 2019                                                       | 2020                                                       | 2021                                                       | 2022                                                       | 2023                                                       |
| ---------------------------------------------------------- | ---------------------------------------------------------- | ---------------------------------------------------------- | ---------------------------------------------------------- | ---------------------------------------------------------- | ---------------------------------------------------------- | ---------------------------------------------------------- | ---------------------------------------------------------- | ---------------------------------------------------------- | ---------------------------------------------------------- | ---------------------------------------------------------- | ---------------------------------------------------------- | ---------------------------------------------------------- | ---------------------------------------------------------- | ---------------------------------------------------------- | ---------------------------------------------------------- | ---------------------------------------------------------- |
| Positie                                                    | -                                                          | -                                                          | -                                                          | -                                                          | -                                                          | -                                                          | -                                                          | -                                                          | 172                                                        | 220                                                        | 201                                                        | 180                                                        | 278                                                        | 329                                                        | 364                                                        | 386                                                        |